# Mae Jemison
Mae Carol Jemison, född 17 oktober 1956 i Decatur i Alabama, är en amerikansk astronaut uttagen i astronautgrupp 12 den 5 juni 1987. År 1992 blev hon den första afroamerikanska kvinnan i rymden.

## Biografi
Mae Jemison föddes i Decatur, Alabama. Hennes syskon var Ada och Charles Jemison. När hon var tre år flyttade familjen till Chicago. Hon var tidigt intresserad av vetenskap. Som barn tillbringade hon mycket tid i biblioteket. Hon läste böcker om rymden och om evolution.

## Utbildning
Vid 16 års ålder gick Jemison ut high school. Hon studerade sedan Kemiteknik på Stanford University fram till 1977. Under sin utbildning var Jemison engagerad i ett flertal aktiviteter utanför skolan. Hon var ordförande i studentföreningen och engagerad inom dans, teater och volontärarbete. Dessutom hjälpte hon till att driva hälsostudier i Kenya. Hon studerade hur komplicerade organismer kan påverkas av gravitationen.

## Karriär
Mae Jemison ansökte till NASA precis innan olyckan 28 januari 1986. Rymdfärjan Challenger exploderade, alla sju astronauter ombord på rymdfärjan omkom. Jemison blev en av de 0,75 % som blev utvalda att delta vid specialinstruktion på NASA ett år efter olyckan.

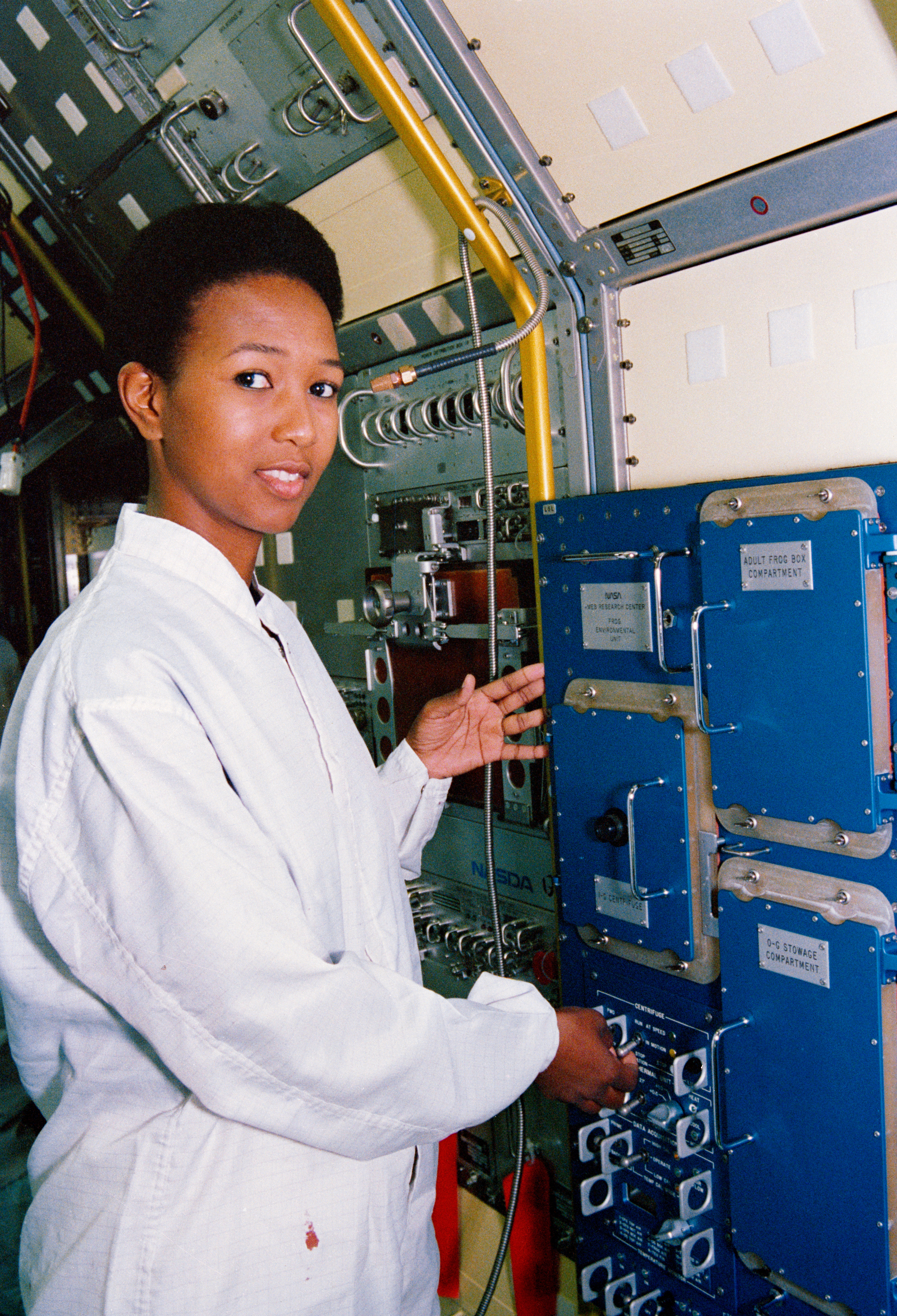
Mae Jemison på Kennedy Space Center 1992

Träningen var fysiskt krävande och innefattade stränga vetenskapliga studier. Jemison behövde lära sig hur man skulle agera om en olycka inträffade. Mae Jemison blev snart en certifierad uppdragsspecialist.

### STS-47
Mae Jemison var en av astronauterna på Endeavour, en åtta dagar lång resa, vars uppdrag ägde rum i september 1992. Detta uppdrag var ett samarbete mellan USA och Japan. Hon tillbringade 190 timmar, 30 minuter och 23 sekunder i rymden, och arbetade bland annat med att befrukta grodägg och observera deras utveckling till grodyngel. Utöver detta arbetade hon med experiment om benceller vilket var ett av 43 olika experiment som utfördes ombord på STS-47. Utöver tidigare nämnda experiment utförde hon undersökningar angående åksjuka och tyngdlöshet på sig själv och sex andra besättningsmedlemmar.
Eftersom Mae Jemison har ett stort dansintresse valde hon för att hedra kreativiteten att ta med en poster från Alvin Ailey American Dance Theater på resan. Enligt Mae Jemison var det för att påvisa sambandet mellan vetenskap och dans eftersom båda är ett uttryckssätt för den gränslösa kreativitet som människor måste dela med varandra. Utöver postern tog även Mae Jemison med sig ett flertal små konstföremål från olika västafrikanska länder för att symbolisera att rymden tillhör alla nationer. Enligt Doris L. Rich som har skrivit en biografi om Bessie Coleman tog Mae Jemison också med sig ett foto av Coleman in i omloppsbana – Coleman var första kvinnliga afroamerikanen att någonsin flyga ett flygplan.

### Lämnade NASA
Mae Jemison lämnade NASA i mars 1993. Enligt henne själv var anledningen till att hon lämnade att hon ville undersöka hur social vetenskap integrerar med teknologi. Homer Hickam, författare och träningsledare på NASA, uttryckte senare sin besvikelse över att Mae Jemison lämnade NASA eftersom han ansåg att NASA hade investerat mycket i henne samt att hon fyllde ett viktigt syfte då hon var en kvinna och afroamerikan. Homer Hickman hade tränat Mae Jemison inför hennes resa med Spacelab-J/STS-47. Mae Jemison har senare sagt att hon inte drevs av att bli den första svarta kvinnan i rymden.

## Prestationer
Mae Jemison har vunnit många priser efter sin tid i rymden. Hon blev utnämnd till en av de 50 mest inflytelserika kvinnorna av Ebony Magazine. Hon finns även i tre olika hall of fame: the National Medical Association Hall of Fame, Texas Science Hall of Fame och National Women's Hall of Fame. Jemison har även medverkat i några teveprogram, bland annat PBS program African American Lives. Mae C. Jemison Public School är uppkallad efter henne.  Hon har även varit med i ett avsnitt av Star Trek: The Next Generation efter att hon slutat som aktiv astronaut.